# Schlacht bei Perryville
Chattanooga I – Murfreesboro I – Richmond – Munfordville – Perryville
Die Schlacht bei Perryville, auch Schlacht an den Chaplin Hills genannt, war die letzte Schlacht des konföderierten „Heartland“-Feldzuges während des Amerikanischen Bürgerkriegs und fand am 8. Oktober 1862 statt. Gegenüber standen sich die konföderierte Mississippi-Armee unter General Braxton Bragg und die Ohio-Armee der Nordstaaten unter Generalmajor Don Carlos Buell. Die Schlacht führte trotz eines Sieges zur Aufgabe Kentuckys durch die Konföderierten.

## Vorgeschichte
Ab den 22. Juli 1862 versammelten sich starke konföderierte Truppenteile in Chattanooga und bereiteten sich darauf vor, in Kentucky einzufallen. Zuvor, am 11. Juni, erhielt General Don Carlos Buell von seinem Vorgesetzten Halleck den Befehl, mit seiner Army of the Ohio nach Chattanooga zu marschieren und die Stadt einzunehmen, gleichzeitig sollten dabei General Kirby Smith und seine Konföderierten aus Ost-Tennessee vertreiben werden. Am 29. August trafen dann Teile von Kirby-Smiths Armee auf gleich starke Unionskräfte unter General William Nelson, die aber in der Schlacht bei Richmond am 30. August besiegt wurden. Am 29. September wurde Generalmajor Nelson im Streit von Jefferson C. Davis erschossen. Buell musste einen neuen Kandidaten für den Korpskommandeur finden und entschied sich für Charles Gilbert, einen West-Point-Absolventen des Jahrganges 1846. Gilbert, der erst den Rang eines Hauptmanns erreicht und keinerlei Erfahrung mit der Führung großer Einheiten hatte, hatte nun das Kommando über das stärkste Korps der Ohio-Armee. Gleichzeitig kam aus Washington der Befehl, Buell seines Kommandos zu entheben und die Ohio-Armee an George H. Thomas zu übergeben.

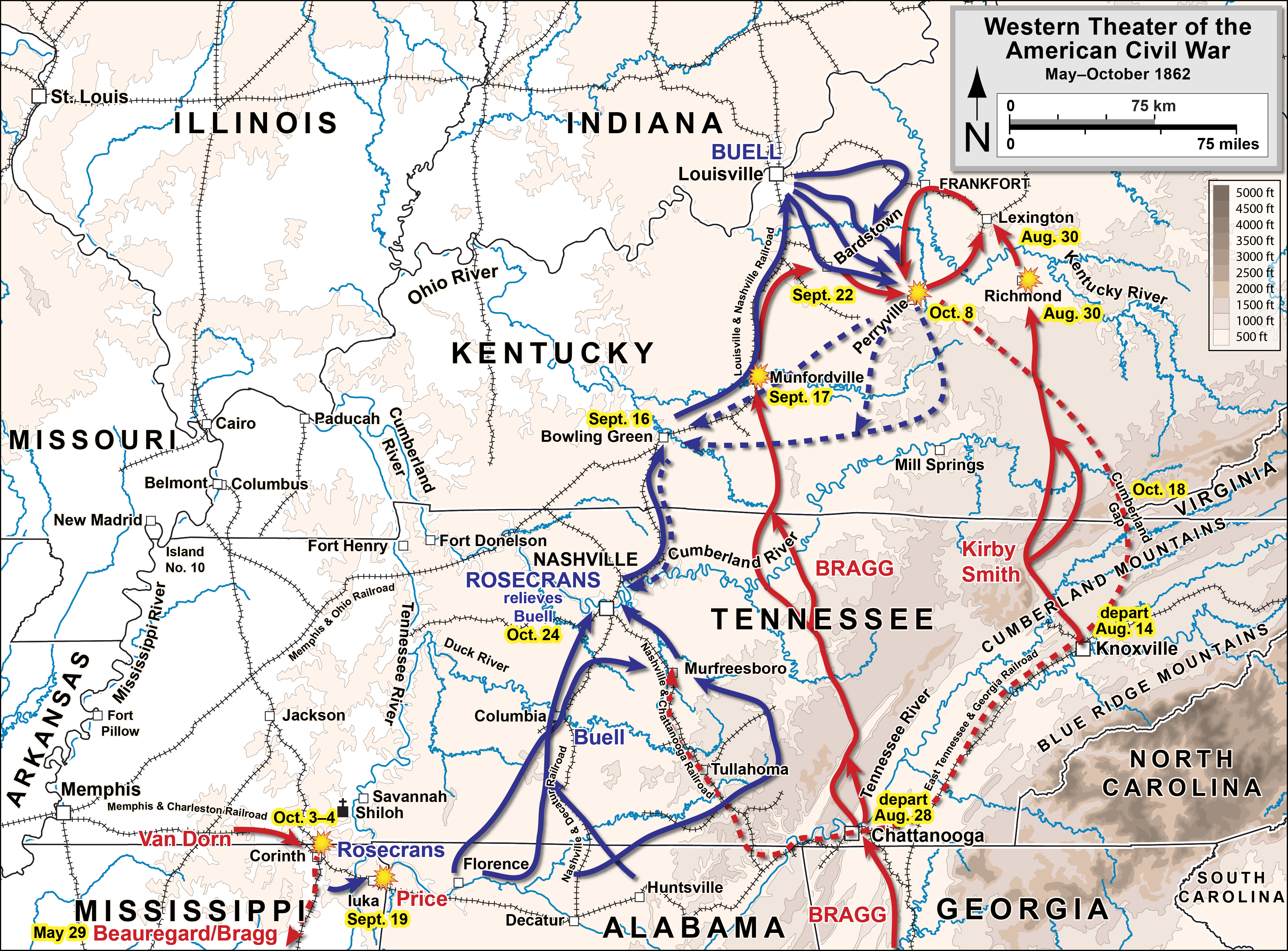
Bewegungen Mai bis Oktober 1862

Am 1. Oktober verließ die neu organisierte Ohio-Armee unter Generalmajor George H. Thomas Louisville um gegen die Truppen Braggs vorzugehen, die sich bei Bardstown konzentriert hatten. Der Mittlere Westen erlitt gerade eine der schlimmsten Dürren seiner Geschichte, einige Truppen Buells konnten bei ihrem Ausmarsch aus Louisville sogar den Ohio River ohne Schwierigkeiten überqueren. Der neu zum Oberkommando erwählte Thomas erhob aber Einspruch und weigerte sich, das Kommando zu übernehmen, während der Feldzug noch im Gange war, und so blieb Buell weiterhin im Oberkommando. Die 55.000 Mann starken Unionstruppen – waren laut Thomas „noch immer schlecht ausgebildet, ohne ausreichende Artillerie und in jeder Hinsicht ungeeignet für den Einsatz gegen einen gut disziplinierten Gegner.“
Buells Ohio-Armee bestand aus drei Korps mit insgesamt etwa 55.300 Mann und 147 Geschützen. Das I. Korps rückte über Taylorsville vor, das III. Korps durch Shepherdsville und General Crittendens II. Korps über Mount Washington, auf Straßen, die allesamt nach Bardstown führten. Bald nach dem Verlassen von Louisville lieferten sich die Spitzen jeder Kolonne Gefechte mit der feindlichen Kavallerie und Artillerie, wobei der Widerstand mit der Annäherung an Bardstown stetig zunahm. Dies geschah, um General Bragg Zeit für den Rückzug seiner Armee zu geben, was ihm wenige Stunden vor dem Eintreffen der Kolonnenspitzen in Bardstown gelang. General Sills Division, die am linken Flügel des Corps McCook eingeteilt war, und General Dumonts, die keinem Korps zugeteilt war rückten im Norden separat in Richtung Frankfort, Kentucky vor, um die zusätzlich aufgeklärten konföderierten Truppen unter General Kirby Smith in Schach zu halten.
Buells Truppen erreichten Bardstown am 4. Oktober und vertrieben die konföderierte Nachhut, deren Hauptstreitmacht sich nach Springfield zurückzog. Das konföderierte Korps Hardee das auf der südlichsten Straße operierte, lagerte jetzt bei Perryville; dort fand er ergiebige Wasserquellen, um sein Corps konzentrieren zu können. General Kirby Smith befand sich in der Nähe von Frankfort und meldete Bragg, dass ihm ein beträchtlicher Teil der Unionstruppen gegenüber stände. Er zog sich nach Springfield zurück, wurde aber so dicht verfolgt, dass es bei seiner Nachhut mehrmals zu Gefechten kam. General Buell schloss aus den erhaltenen Informationen, dass sich die beiden konföderierten Armeen in Danville vereinigen würden, und wies den in Bloomfield eingetroffenen General McCook an, nach Harrodsburg zu marschieren. General Thomas wies er an, mit Crittendens Korps auf der Straße zwischen Lebanon und Danville zu marschieren, die etwa sechs Kilometer östlich von Perryville verläuft und von der eine Nebenstraße dorthin führte. General Thomas selbst marschierte mit Gilberts Korps auf der direkten Straße nach Perryville.
Am 7. Oktober näherte sich die drei Unionskolonnen Perryville. Als erste Kolonne traf Generalmajor McCook auf Konföderierte unter dem Kommando von Generalmajor Leonidas Polk, der linke Flügel sollte auf der Straße nach Mackville am folgenden Tag erst gegen 10 Uhr am Schlachtfeld erscheinen.
Am gleichen Tag war die konföderierte Armee in Stärke von etwa 16.800 Mann und 56 Kanonen mit dem rechten Flügeln unter General Polk und den linken Flügel unter William J. Hardee am Chaplin River in Stellung gegangen. Hardee errichtete eine Verteidigungslinie entlang der drei Straßen, die von Norden und Westen nach Perryville führten. Der rechte Flügel bestand aus einer Division unter Benjamin F. Cheatham, der linke aus den Divisionen James P. Andersons und Simon Bolivar Buckner. Die Brigade von Brigadegeneral St. John R. Liddell bezog am westlichen Rand des Bottom Hill Stellung, direkt östlich des Bull Run Creek, während ein einziges Regiment, das 7. Arkansas-Regiment, bis zum Peters Hill auf der anderen Seite des Bachs vorgezogen wurde. Die erste der vier Brigaden von Patton Anderson traf gegen 13:00 Uhr im Gebiet ein, um 15:00 Uhr folgte die Brigade von General Patrick Cleburne, aus Buckners Division. Bis weitere Verstärkung eintreffen konnte, war Hardee auf drei der vier Brigaden in Buckners Division beschränkt. Die Brigade von Sterling A. M. Wood sicherte nördlich des Ortes, rechts davon östlich des Chaplin River stand die Brigade von Bushrod Johnson bis nahe der Harrodsburg Pike. Gegen Mitternacht trafen auch drei Brigaden der Division von Cheatham ein.
In Harrodsburg erwartete General Bragg für nächsten Tag um 8:00 Uhr das Kanonenfeuer Polks, das die Einleitung der Schlacht verkünden sollte. Da er sich der Situation nicht sicher war und Polk Zögerlichkeit kannte, begab sich Bragg selbst nach Perryville.
General Buell äußerte die Erwartung, am nächsten Tag die feindliche Stellung bei Perryville um 10 Uhr anzugreifen. Dieser Befehl konnte jedoch nicht ausgeführt werden: Das I. und II. Korps wichen auf der Suche nach Wasser von der vorgesehenen Angriffsroute ab und hatten nun nicht mehr die Zeit, sich Perryville innerhalb der vorgegebenen Angriffszeit zu nähern. Der Befehl, der eine frühzeitige Truppenbewegung vorschrieb und die vorläufigen Vorbereitungen für die Schlacht vorschrieb, erreichte General Thomas nicht so schnell wie erwartet, da er in der Nacht zuvor gezwungen war, von seiner direkten Marschlinie abzuweichen, um Wasser für sein Kommando zu besorgen. Da beide gegnerische Armeen unter Wassermangel litten, suchte Brigadegeneral Sheridan mit seiner Division nach Wasser und traf dabei auf konföderierte Sicherungen. Nach kurzem Gefecht konnte Sheridan ein paar Tümpel sichern.

## Die Schlacht
General Buell vergewisserte sich, dass die Konföderierten Perryville in voller Stärke besetzt hatten und befahl, das III. Korps von Generalmajor Gilbert in Schlachtordnung zu formieren. General Mitchells Division wurde auf der südlichen Straßenseite aufgestellt, General Sheridans auf der Anhöhe links, und General Schoepfs Division wurde in Reserve gehalten. In den frühen Morgenstunden des 8. Oktober rückte das 20. Indiana-Regiment aus Sheridans Division aus, um Wasser aus dem Doctors Creek zu holen und sicherte sich dabei die Kontrolle über das nahe Umland. In der Dunkelheit bemerkte man das feindliche 7. Arkansas-Regiment nicht sofort, das Stellungen auf Peters Hill bezogen hatte. Die Brigade von Colonel Daniel McCook (der Bruder des genannten Korpskommandanten), die Teil von Sheridans Division war, erhielt am südlichen Abschnitt den Befehl, Peters Hill zu säubern. Die konföderierte Brigade von Liddell konnte den Vormarsch von Sheridans Soldaten nicht stoppen und Buckner hatte von Polk den Befehl erhalten, ihn nicht zu verstärken, sondern stattdessen diese Brigade zurückzuziehen.
Das I. Korps hatte Buells Befehl zum Vorgehen erst um 2:45 Uhr erhalten und konnte daher nicht vor 5:00 Uhr aufmarschieren. Obwohl die Zahlen ein günstiges Kräfteverhältnis für die Union auswiesen, wurde der folgende Kampf hauptsächlich vom 13.000 Mann starken Korps des Generalmajor Alexander M. McCook getragen, dessen Divisionen der Generäle Rousseau und Jackson bildeten vorerst die linke Flanke. Das III. Korps konnte erst gegen 10 Uhr links vom I. Korps formiert werden und wirksam Unterstützung leisten.
Polk hatte Bedenken, westlich des Chaplin River eine große Schlacht zu beginnen, da er seine zahlenmäßige Unterlegenheit befürchtete. General Gilbert drängte seinerseits Sheridan dazu, sich nicht weiter in einen Kampf einzulassen und keine Artilleriemunition zu verschwenden. Die Unions-Kavalleriebrigade unter Colonel Gay wurde nach links auf eine Anhöhe mit Blick auf Bottom House verlegt und begann die Konföderierten auf der Ostseite des Doctors Creek zu beschießen. Gegen 9:00 Uhr näherte sich McCooks Hauptmacht der Kreuzung der Mackville und Benton Road bei Dixville Crossroads und ging hinter Gay in Stellung.
Zwischen 6:00 und 7:00 Uhr rief General Polk seine Offiziere zu einer Beratung zusammen und man beschloss, angesichts der starken Unionstruppen bei Perryville den geplanten Angriff nicht zu wagen, sondern sich vorerst auf die Defensive zu beschränken. Um 8:00 Uhr erkannte General Bragg, dass der Angriff nicht begonnen hatte und begab sich persönlich nach Perryville. Er fand dort Polk mit seinen Truppen in einer Kolonne vor, die eher den Rückzug als einen Angriff vorbereitete. Bragg richtete sein Hauptquartier im Crawford House an der Harrodsburg Road ein und führte in der nächsten Stunde eine Erkundung des Gebiets westlich des Chaplin River durch. Weil er dann zum Schluss kam, der Hauptstoß der Unionsarmee ziele auf Frankfort, befahl für 12:30 Uhr den allgemeinen Angriff. Zur Verlängerung des rechten Flügels sollte Polk dafür Cheathams Division entlang des Chaplin River weiter nach Norden ziehen. Zur gleichen Zeit erhielt Polk einen Bericht von General Wharton, der besagte, dass der linke Flügel der Union viel weiter nach links ausgedehnt war als erwartet. Als er sich über die Lage informiert hatte, befahl Bragg den Angriff trotzdem zu starten und wies Whartons Kavallerie an, die Lage an der linken Flanke der Unionsarmee genauer zu ermitteln. Cheathams Angriff traf auf frisch ausgebildete Unionstruppen und trieb diese über eine 1,5 km vor sich her. Auf der äußersten linken Flanke bildete die Unionsbrigade von Brigadier General William R. Terrill eine letzte Abwehrstellung. Während des Angriffs war gerade die Brigade von Colonel John C. Starkweather auf der Benton Road vorgegangen. Starkweathers Brigade (Teil der 3. Division von General Lovell H. Rousseau) überschritt den Wilsons Creek und rückte auf den Chaplin Hills vor. Die Unionsbrigade von Colonel George Webster war in der Mitte bei Widow Gibson's House ebenfalls zurückgedrängt worden. Die konföderierten Brigaden von George E. Maney, A. P. Stewart und Daniel S. Donelson rückten den Bergrücken hinauf gegen Starkweathers Stellung vor. Infanterie und Artillerie kamen auf beiden Seiten zum Einsatz, wobei die Unionstruppen den ersten Angriff zurückschlagen konnten.

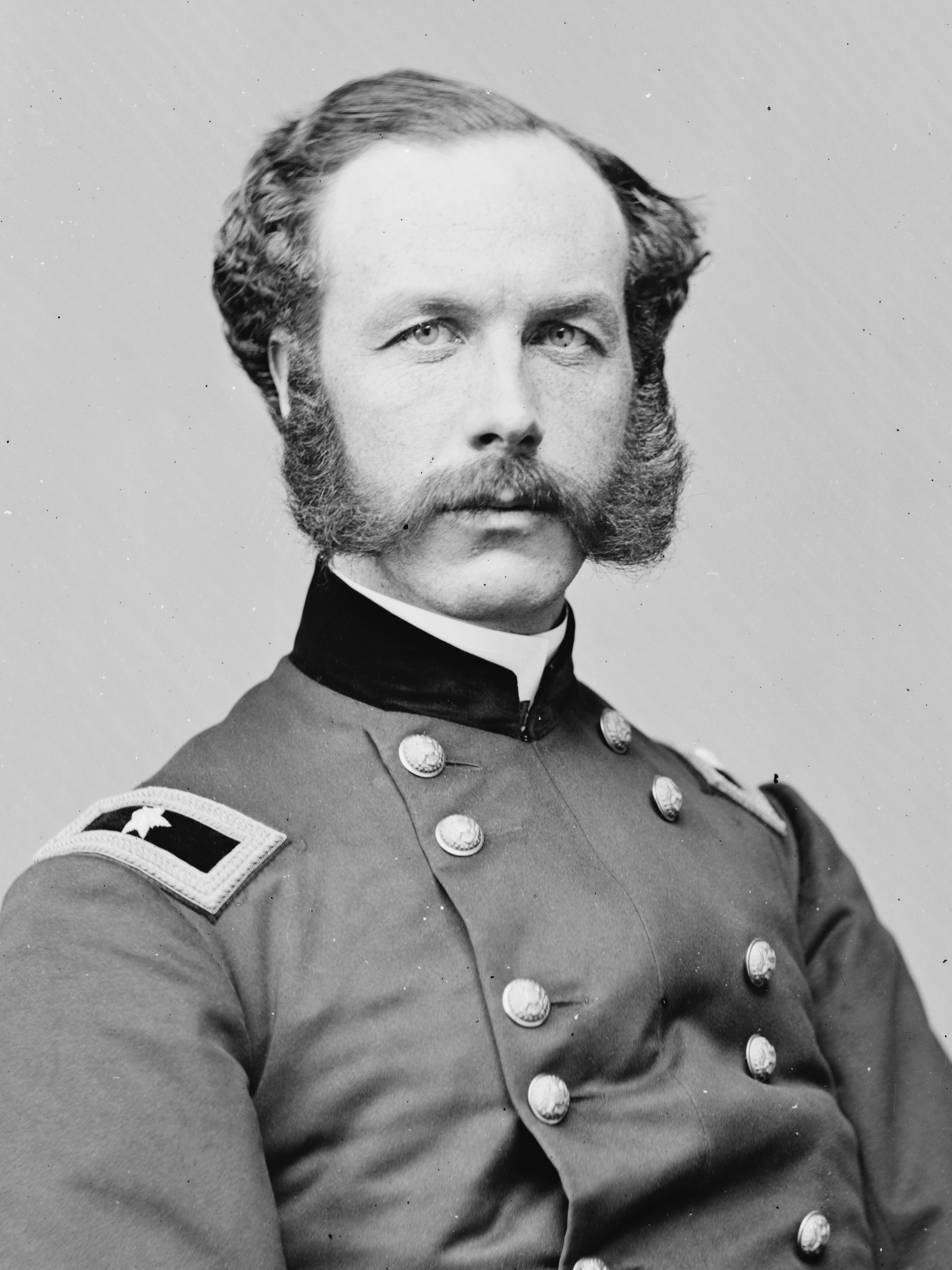
Colonel John C. Starkweather

General McCook stellte später fest: „Die Stationierung von Starkweathers Brigade und Stones und Bushs Batterien rettete meinen linken Flügel und sicherte uns die Mackville Road, auf der unser gesamter Munitionszug und unsere Krankenwagen standen.“ Starkweathers Brigade hatte die linke Flanke erfolgreich verteidigt, doch der Erfolg war mit 170 Toten, 477 Verwundeten und 109 Gefangenen bezahlt worden. Cheathams Division wagte einen zweiten Angriff und war mit Artillerieunterstützung auch erfolgreich. Da seine eigene Artillerie von der Einnahme bedroht war, befahl Starkweather den Rückzug auf einen Hügel weiter westlich. Es war ein geordneter Rückzug, aber die Hälfte der Kanonen musste aufgrund von Verlust bei Pferden und Geschützmannschaften zurückgelassen werden. Die Unionstruppen, die sich nun in einer gut zu verteidigenden Position mit einer Steinmauer befanden, konnten diese Stellung halten und die Konföderierten zogen sich schließlich wieder zurück.
Um 13:30 Uhr schickte General Thomas einen Kurier zu Buell, der die Ankunft des II. Korps auf der Lebanon Road ankündigte. Colonel Harris ließ das 33. Ohio-Regiment in Richtung Chaplin River vorrücken, um Wasser für seine Einheiten zu fassen. Sie kehren aber schnell zur Hauptlinie zurück, als sie eine Brigade der Konföderierten oben auf der Flussklippe entdecken, die sich zum Angriff formierte. Um 14:15 Uhr überquerte Daniel Donelsons Brigade den Chaplin River, erklomm sein hohes Westufer und nahm Aufstellung. Gleichzeitig rückte auch Terrills Brigade wieder auf den Hügel vor. Um 14:30 Uhr startete Donelson einen Angriff in der Erwartung, die Flanke der Unionsarmee anzugreifen, erkannte aber bald, dass seine Brigade durch Artillerie der Union (Parsons‘ Batterie) von der Flanke getroffen wurde, er wurde unter schweren Verlusten zurückgeschlagen. Inzwischen waren der Rest von Cheathams Division sowie Stuarts und Maneys Brigaden eingetroffen. Stuart postierte seine Brigade in der zweiten Linie hinter Donelson, während Maney seine Position rechts einnahm und einen weiteren Angriff auf die Stellung von Parsons Batterie vorbereitete.

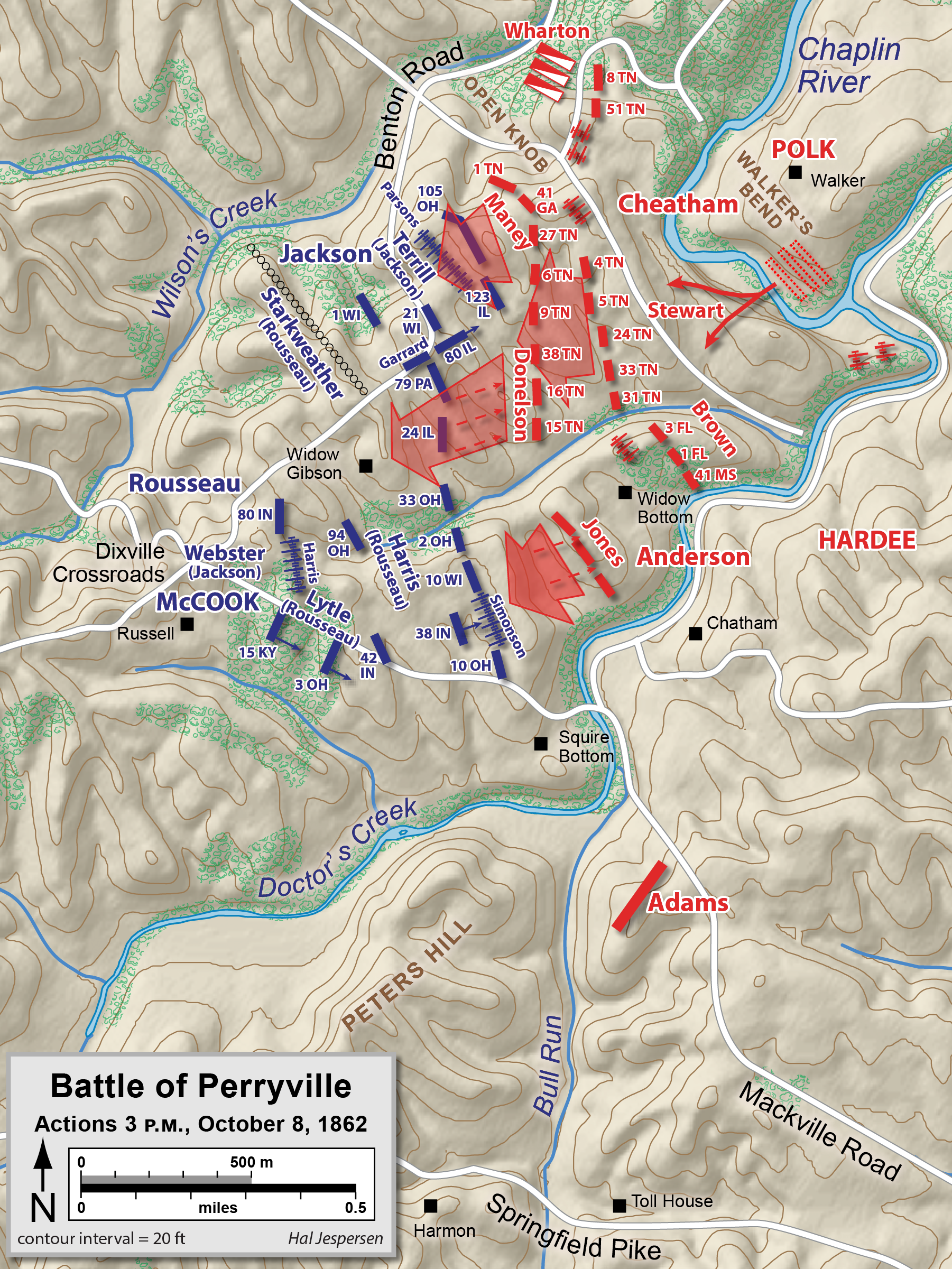
Lage um 15:00

Unterdessen ging die Brigade von Colonel Samuel Powell an der Südflanke von Braggs Armee zum Angriff über und griff die Stellungen von Sheridans Division an. Auch dieser Angriff war erfolglos, verhinderte aber zumindest die Entsendung von Verstärkungen zur Unterstützung von McCook. Um 15:00 Uhr begann die konföderierte Brigade von Bushrod Johnson ihren Angriff und rückte entlang der Maquill Road vor, kam aber bald zum Stillstand. Dann übernahm die Brigade von Patrick Cleburne die Führung des Angriffs, links von ihr wurde die Brigade von Daniel Adams angesetzt. Adams konnte ganz dicht an Sheridans Stellung heranrücken, der noch immer Gilberts Befehl befolgte, sich nicht auf einen Kampf einzulassen. Um 15:45 Uhr schlugen die Brigaden von Cleburne und Adams mehrere Regimenter von Lytles Brigade zurück, wobei Lytle verwundet in Gefangenschaft fiel. Auch Cleburne wurde verwundet, blieb aber auf dem Schlachtfeld. Zu diesem Zeitpunkt erfuhr General Buell von den Vorkommnissen. Er war am Morgen zwei Meilen westlich des Schlachtfelds vom Pferd gestürzt und bekam aufgrund eines „akustischen Schattens“ nichts mit, er erfuhr vom Ausbruch der Schlacht erst, als ein Bote McCooks eintraf und um Verstärkung bat.
Um 15:30 Uhr zwang Cheathams Angriff das 123. Illinois-Regiment zum Rückzug und griff Parsons‘ Batterie am Open Knob an. Beim Rückzug war Parsons gezwungen, sieben seiner acht Kanonen aufzugeben. Terrills gesamte Brigade war zum Rückzug gezwungen, General James Jackson wurde beim Kampf um die Batterie getötet. Das 21. Wisconsin-Regiment wurde entsandt, um den Vormarsch der Konföderierten zu verzögern, wurde jedoch ebenfalls in die Flucht geschlagen.

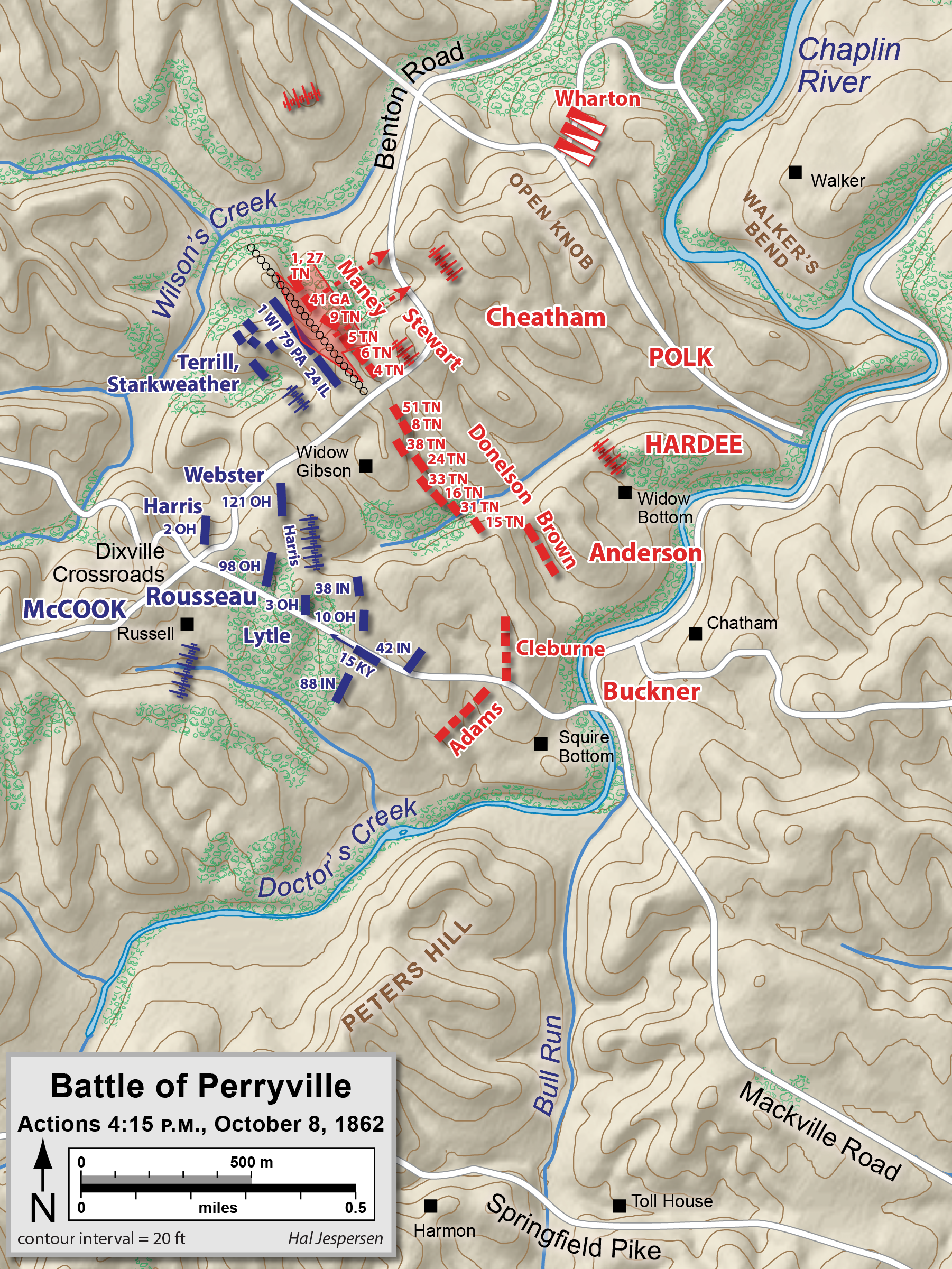
Lage um 16:15

Um 17:15 Uhr hatten die Brigaden von Maney und Stuart die Stellung der Union gestürmt und die Brigaden von Starkweather, Terrill und Webster zum Rückzug auf den nächst gelegenen Höhenrücken gezwungen. General Terrill wurde dabei tödlich verwundet, Colonel Webster war gefallen. Zu dieser Zeit organisierte der Unionsgeneral Rousseau an der Straße nach Maquill eine neue Verteidigungslinie bei Russells House. Die Brigade von Colonel Michael Gooding leistete Unterstützung und es gelang gemeinsam Cleburnes Angriff aufzuhalten, der fast seine gesamte Munition verschossen hatte.
Um 18:30 Uhr begann der letzte Angriff der Schlacht: Am Südabschnitt schickte General Hardee Liddells Brigade in den Kampf, in einem letzten Versuch, die Linien der Union zu durchbrechen. Liddells Männer marschierten in der zunehmenden Dunkelheit über das hügelige Gelände und lieferten sich einen Schusswechsel und vertrieb die Unionstruppen aus ihrer Stellung in der Nähe des Russell House. Nur die einsetzende Dunkelheit verhinderte, dass Liddell die Kreuzung der Mackville Road und der Benton Road erreichen konnte. Zur Verstärkung der Unionstruppen traf Brigadegeneral James Steedman mit seiner frischen Brigade ein, um noch im Dunkeln die Linie des kampfmüden I. Korps zu festigen. Einen Einsatz seiner restlichen Männer ließ die einbrechende Nacht nicht mehr zu.

## Folgen
Einen wirklichen Sieger gab es nach der Schlacht nicht. Bragg erkannte erst nach Einbruch der Dunkelheit, dass er jetzt mit Buells gesamter Armee konfrontiert war. Seine Kavallerie unter Joseph Wheeler meldete verspätet, dass sich ein weiteres Unionskorps südwestlich der Stadt formierte und sich zum Angriff bereit machte.
Am nächsten Tag, als die Union sich zum Angriff sammelte, waren die Konföderierten in Richtung Harrodsburg, Kentucky abgezogen, wo sie sich mit den Truppen Edmund Kirby Smiths vereinigten. Nach weiteren kleineren Scharmützeln entschied Bragg, nach Tennessee auszuweichen. Buell hatte die Mississippi-Armee zur Aufgabe ihrer Herbstoffensive gezwungen, die Konföderierten aber nicht vernichtet. Aus diesem Grund wurde er am 24. Oktober durch Generalmajor William S. Rosecrans ersetzt. Der Kommandowechsel erfolgte am selben Tag, an dem die niedergeschlagenen Konföderierten durch Cumberland Gap nach Tennessee abmarschierten.